# Nederbördsunderskott
Nederbördsunderskott innebär att nederbörden understiger evapotranspirationen. I Sverige råder ofta ett nederbördsunderskott under maj-augusti med bevattningsbehov. Under övriga tider på året råder det däremot ett nederbördsöverskott.